# Agaric jaunissant
Agaricus xanthodermus
Espèce
Agaricus xanthodermus, l'Agaric jaunissant, est une espèce toxique de champignon (Fungi) basidiomycète du genre Agaricus dans la famille des Agaricaceae. Caractérisé par son pied bulbeux, son anneau ample et le jaunissement de sa chair, c'est l'espèce entrainant le plus grand nombre d'intoxications chaque année pour cause de confusion avec d'autres espèces comestibles, notamment avec le Rosé des près. Même si le jaunissement semble être un bon critère pour reconnaitre cette espèce, il est parfois peu évident ou alors absent selon les conditions. Il est important de mémoriser les autres caractères morphologiques de cette espèce.

## Taxonomie
Le nom correct complet (avec auteur) de ce taxon est Agaricus xanthodermus Genev..

### Synonymes

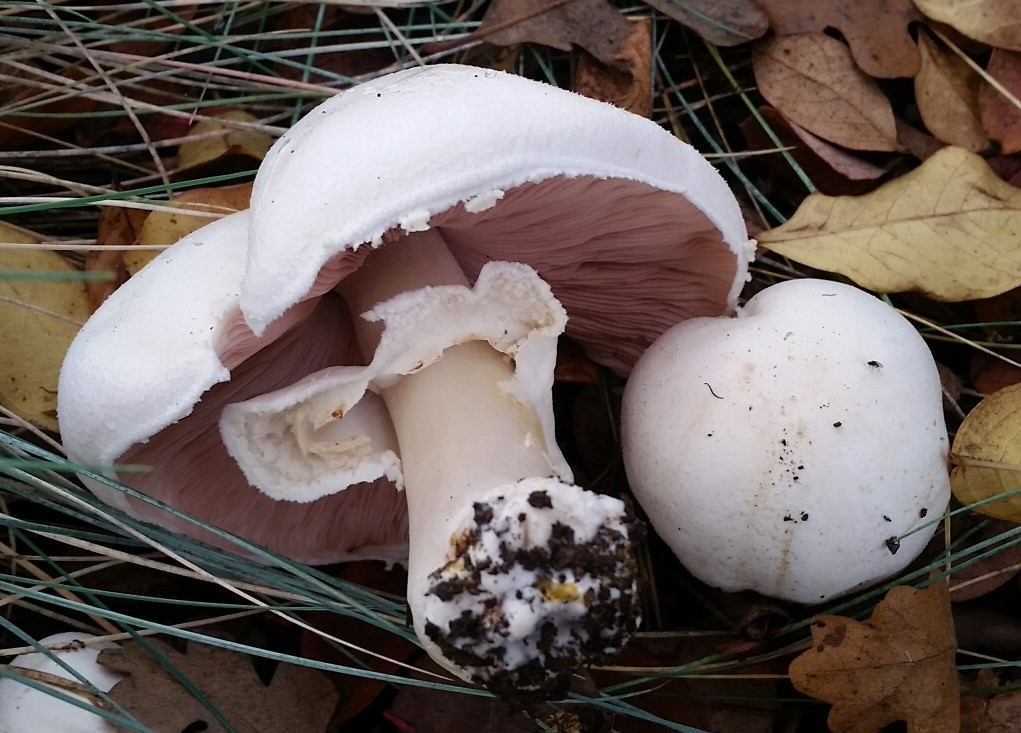
Agaric jaunissant avec ses lames roses, son ample anneau et son pied bulbeux.

Agaricus xanthodermus a pour synonymes :
- Agaricus meleagris var. grisea (A.Pearson) Wasser
- Agaricus pearsonianus Contu & Curreli
- Agaricus placomyces var. griseus (A.Pearson) M.M.Moser
- Agaricus pseudocretaceus Bon
- Agaricus xanthodermus var. xanthodermus
- Fungus xanthodermus (Genev.) Kuntze
- Pratella cretacea var. flavescens (Richon & Roze) Quél.
- Pratella xanthoderma (Genev.) Gillet
- Psalliota flavescens var. xanthoderma (Genev.) Costantin & L.M.Dufour
- Psalliota flavescens Richon & Roze
- Psalliota grisea (A.Pearson) Essette
- Psalliota xanthoderma (Genev.) Richon & Roze

### Phylogénie
Cette espèce a été décrite pour la première fois sous le nom d'Agaricus xanthodermus en 1876 par Léon Gaston Genevier, dans une lettre publiée dans le bulletin de la Société botanique de France.

### Étymologie
L'épithète spécifique xanthodermus est dérivé des mots grecs anciens signifiant "jaune" et "peau", auxquels on a ajouté un adjectif latin.

### Noms vulgaires et vernaculaires
Ce taxon porte en français les noms vernaculaires ou normalisés suivants : Psalliote jaunissante, Agaric jaunissant, Psalliote à peau jaune, Agaric à peau jaune, Agaric (psalliote) jaunissant.

## Description du sporophore
C'est un champignon qui présente un pied et un chapeau. Le pied est central. Sous le chapeau, l'hyménophore est constitué de lames libres, serrées et inégales, c'est-à-dire qu'il y a des lamelles qui sont plus courtes.
Son chapeau mesure 6 à 15 cm, globuleux cuboïde puis tronc-conique et enfin étalé, blanc, couvert de fines squamules tendant à brunir et se tachant typiquement de jaune chrome au frottement ; les meurtrissures virent ensuite au bistre.
L'hyménophore est fait de lames serrées, inégales, écartées du pied, d'abord roses puis brun-noirâtre par la sporée.
Son stipe mesure 8 à 15 cm, bulbeux à la base, élancé et souvent courbé, blanc, jaunissant également au frottement, notamment à la base. Il est orné d'un anneau large, persistant, blanc, floconneux sur sa face inférieure.

La chair est blanche, jaunissant sous la cuticule et jaune dans le bulbe basal. Son odeur est d'iode, d'encre ou de phénol, voire d'amande amère, jamais anisée. À la cuisson, la désagréable odeur de phénol se renforce. Sa saveur est douce.

Principaux caractères distinctifs
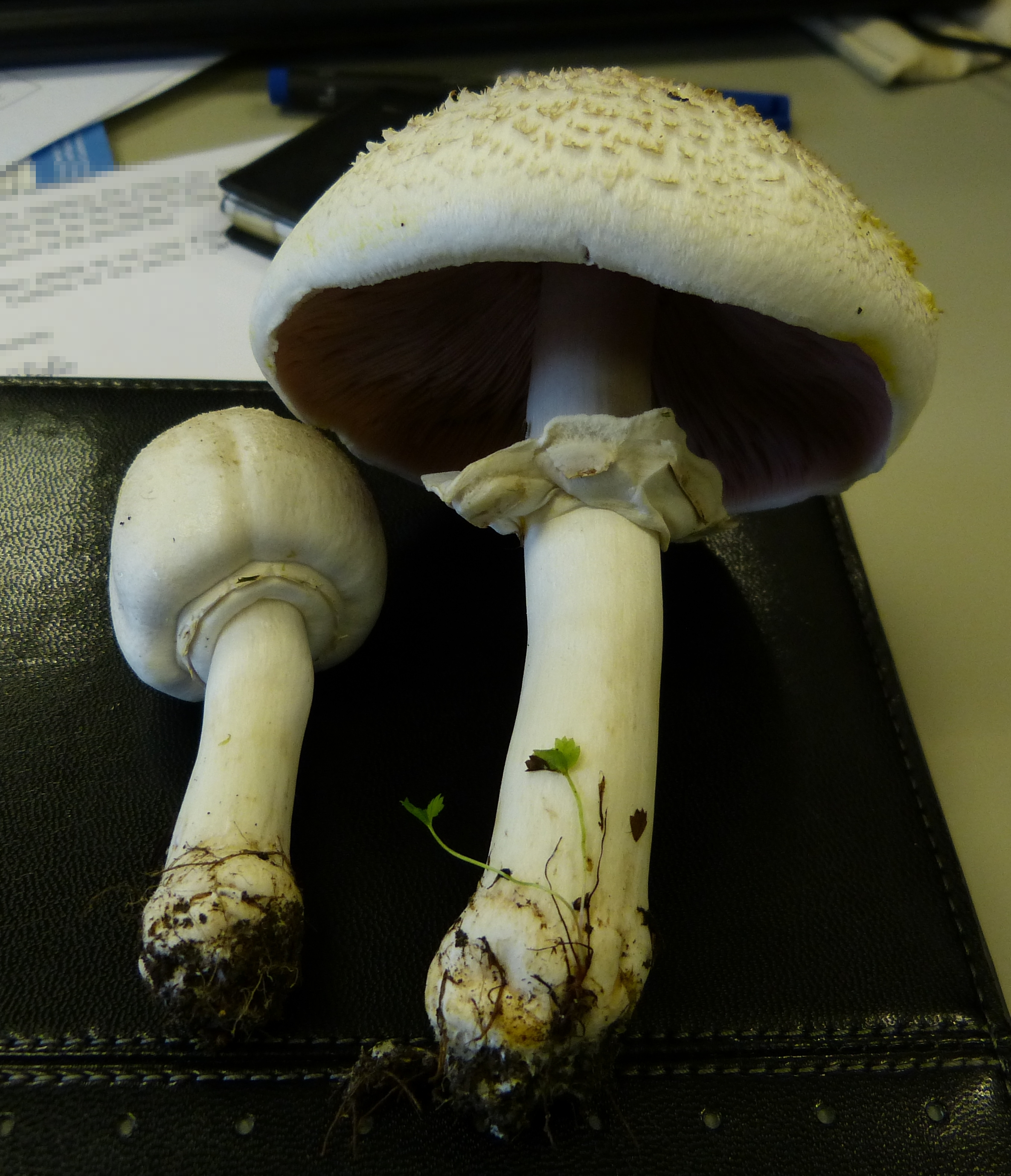
Chapeau cuboïde jeune...
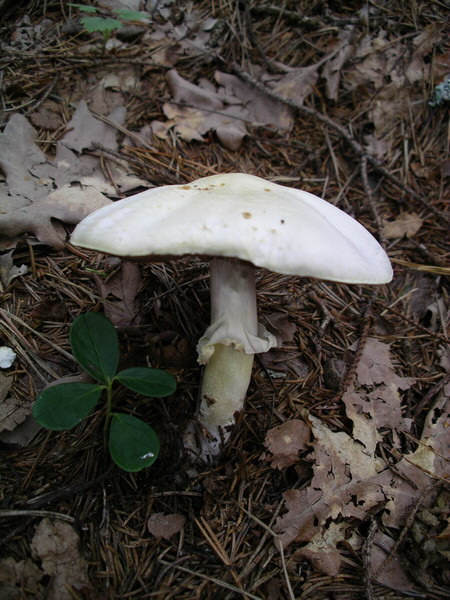
...puis étalé tronconique.
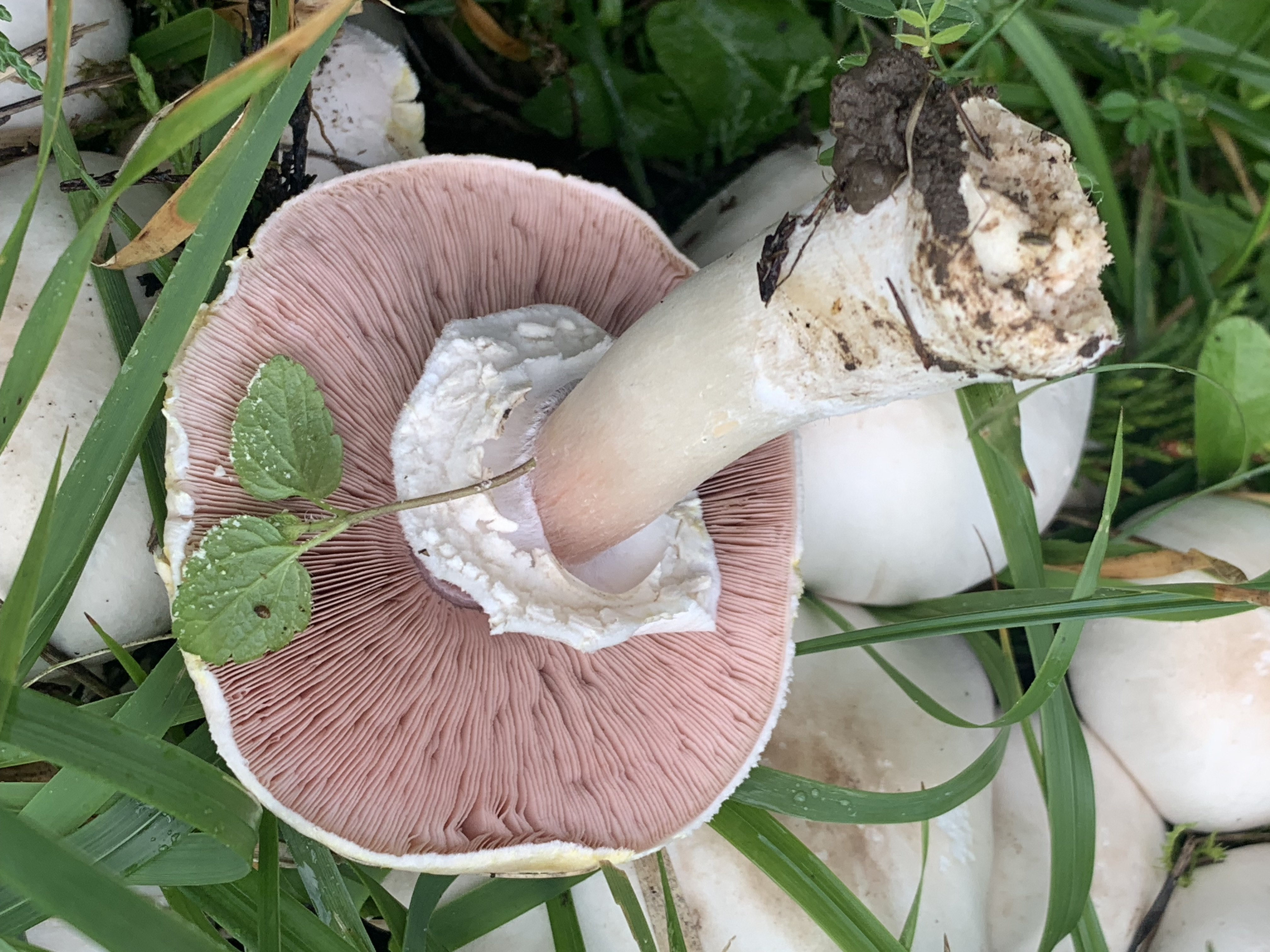
Lames d'abord roses puis brunes.
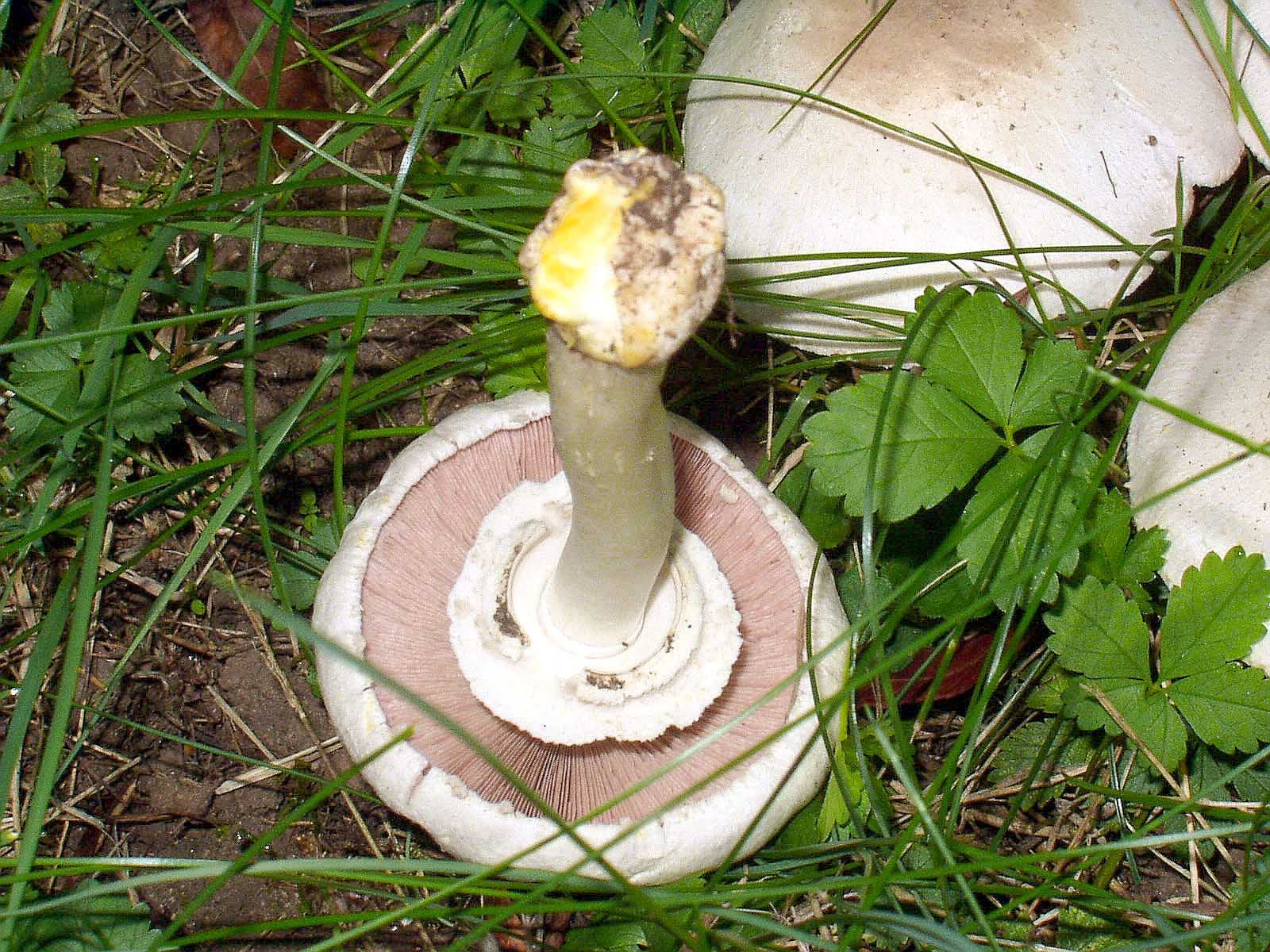
Anneau épais étendu, persistant.
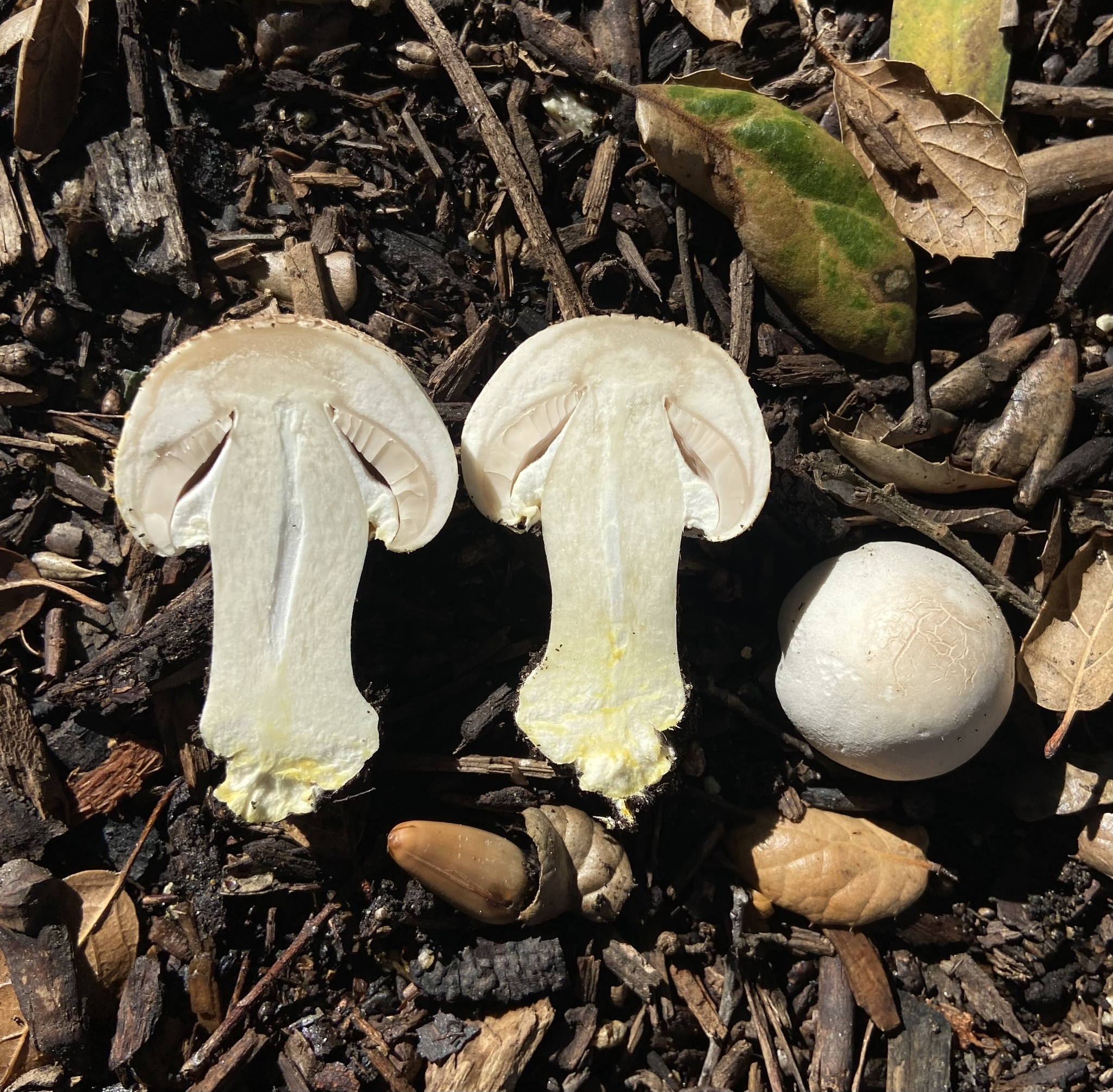
Bout du pied en bulbe.
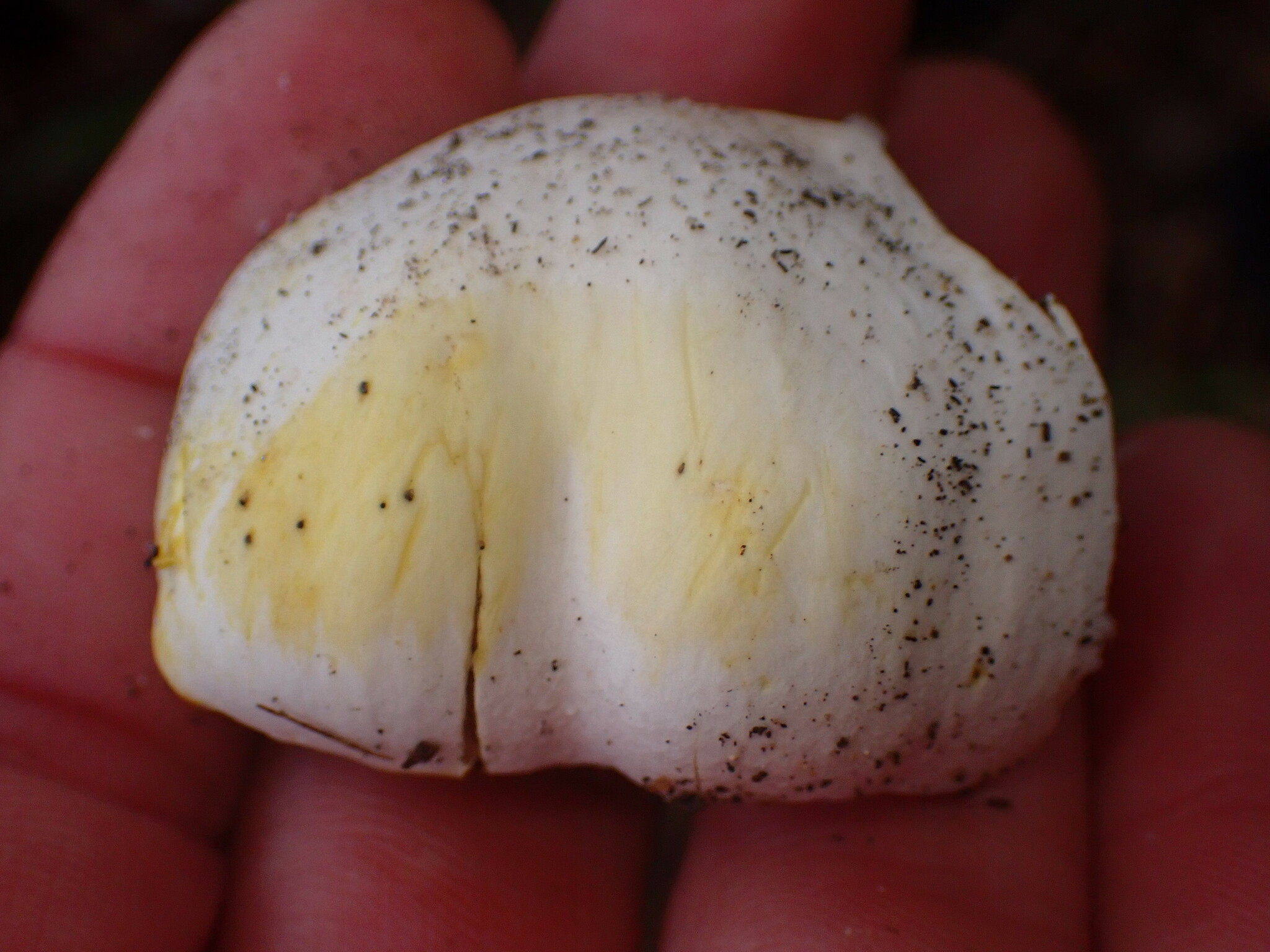
Jaunissement de la chair au toucher/grattage.

### Caractéristiques microscopiques
Ses spores mesurent 4,5 à 6,5 µm × 3,5 à 5,5 µm. Elles sont elliptiques.

## Galerie

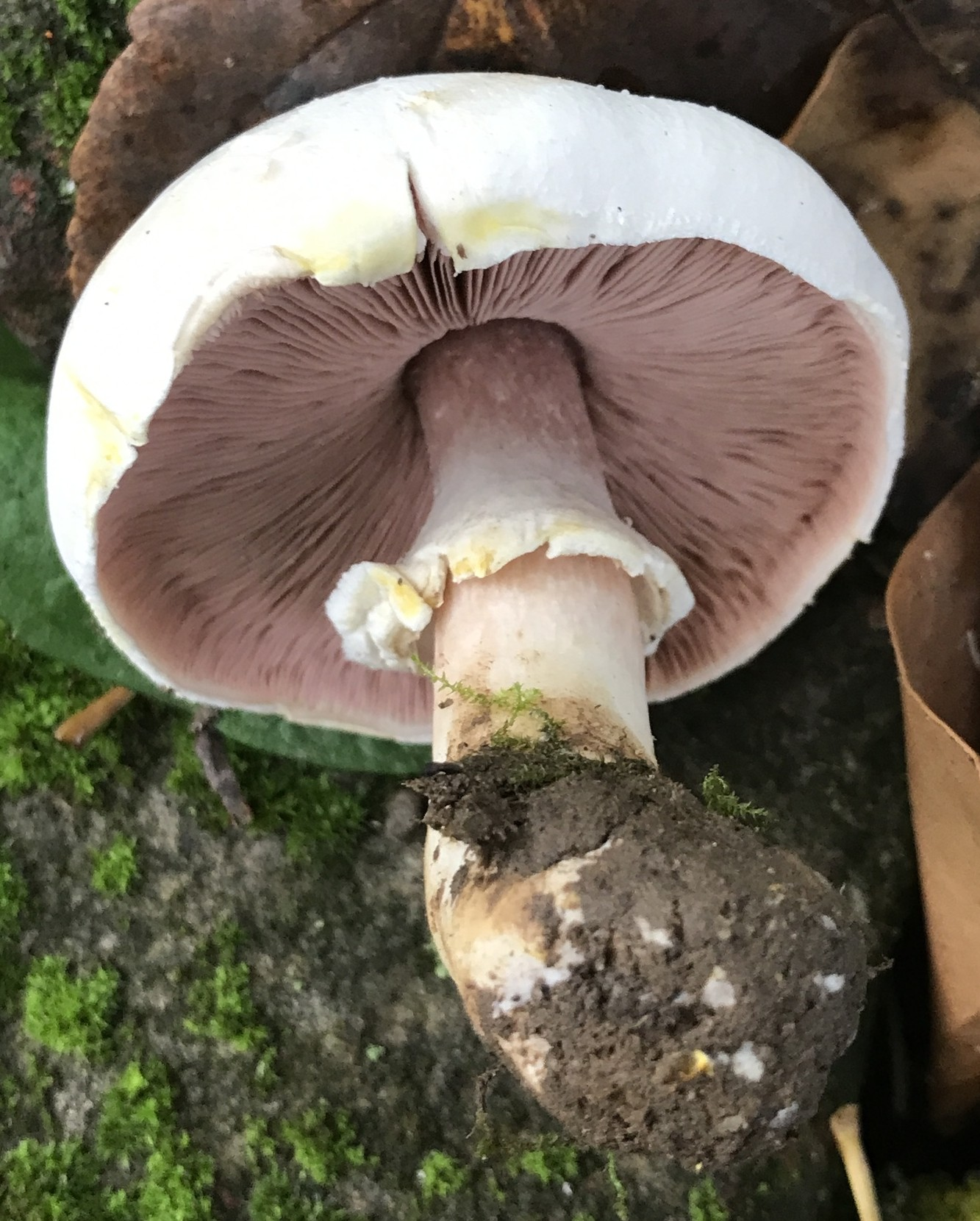
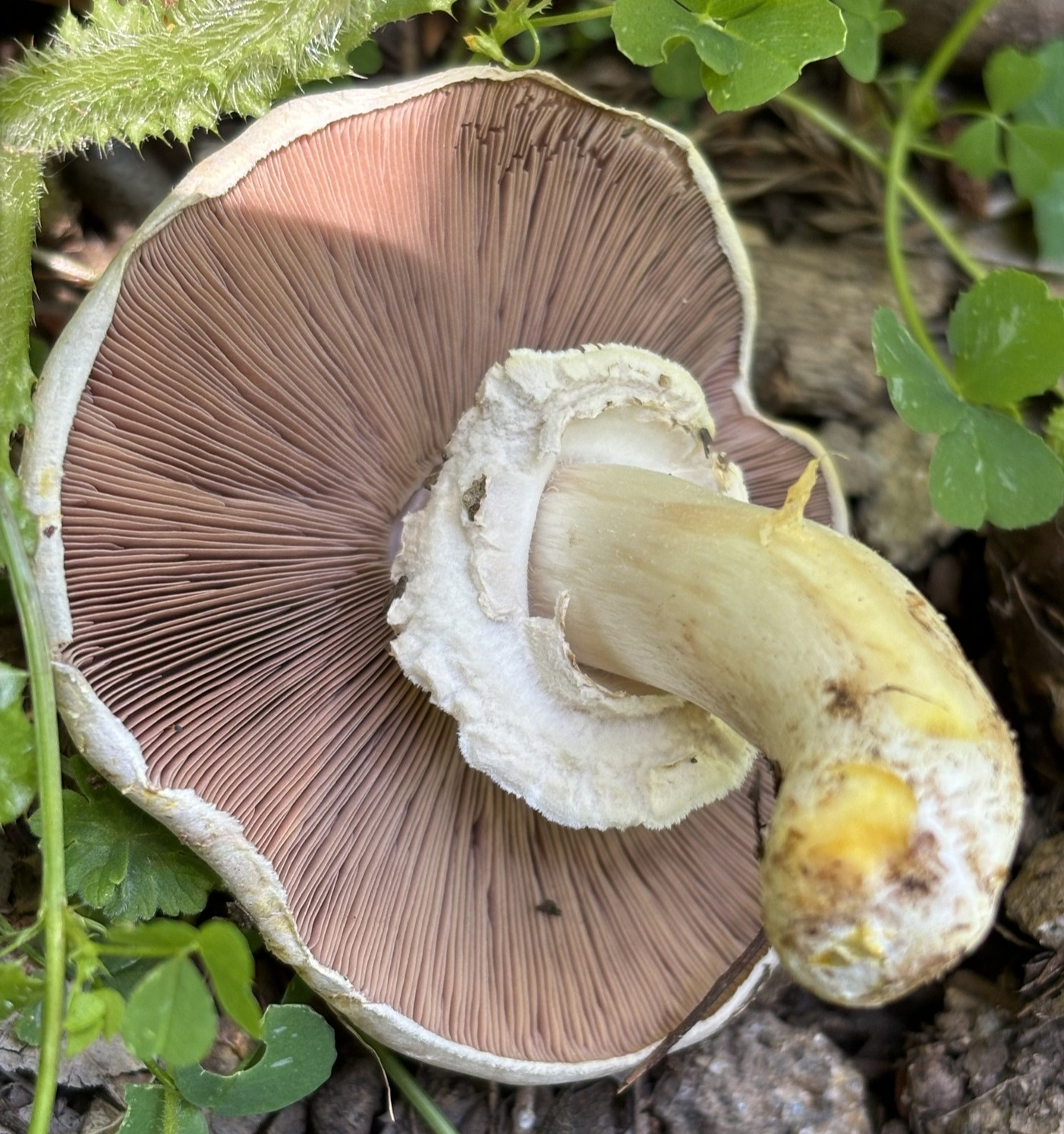
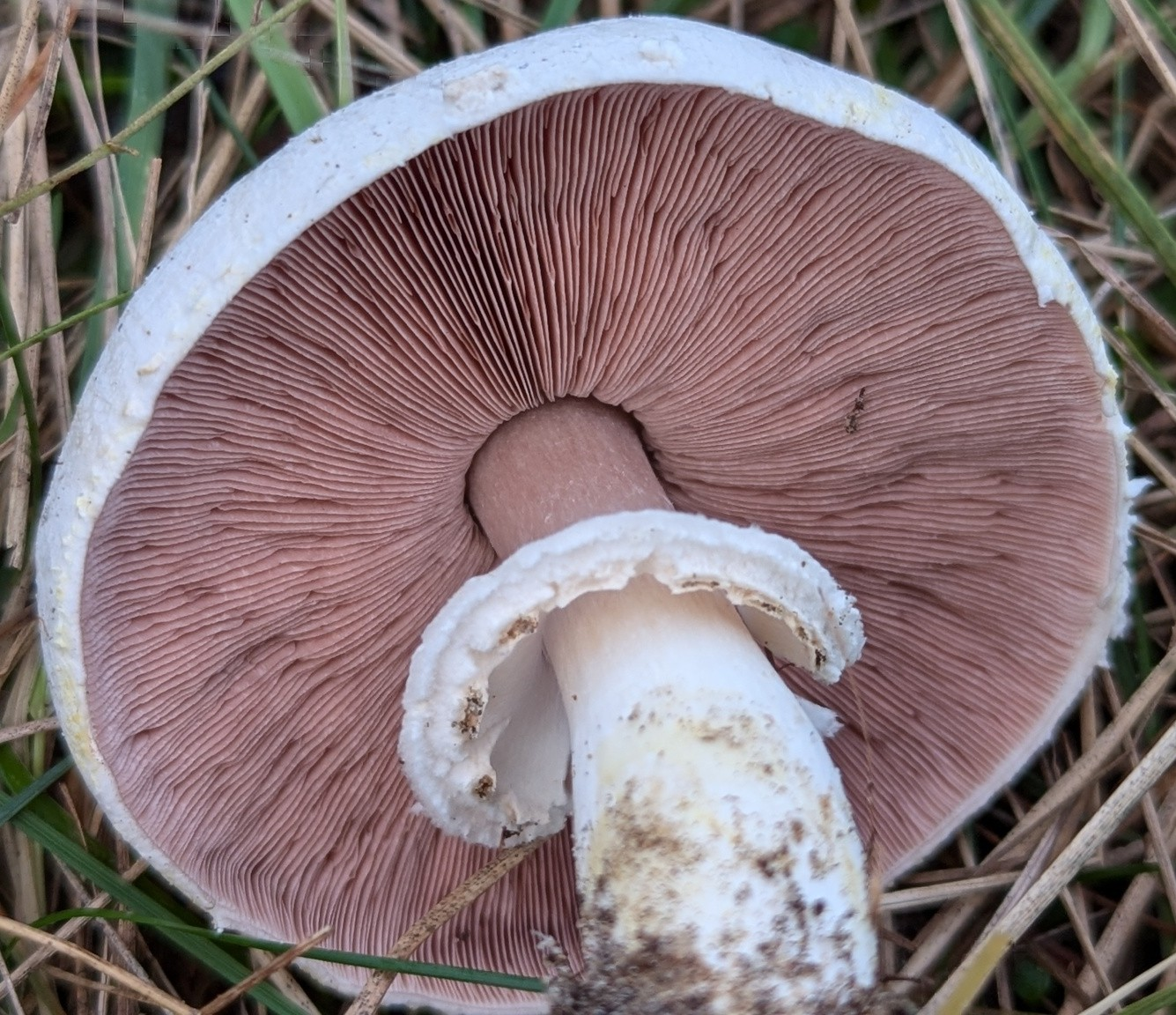
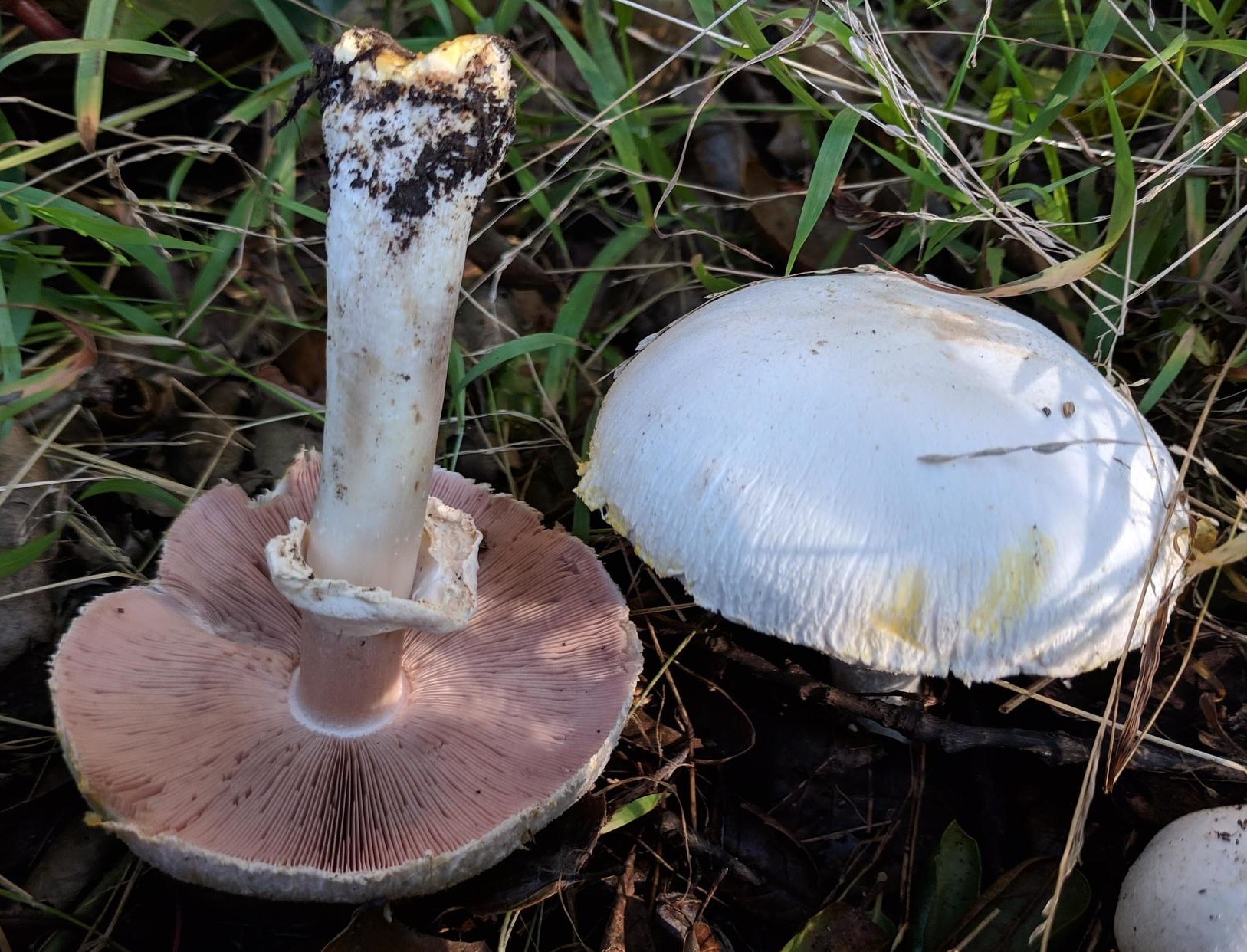
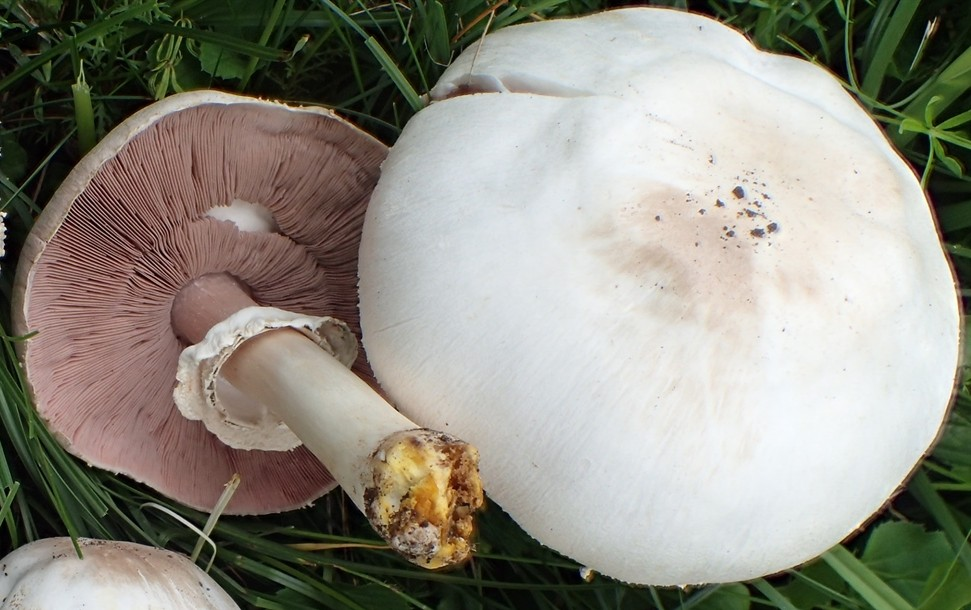
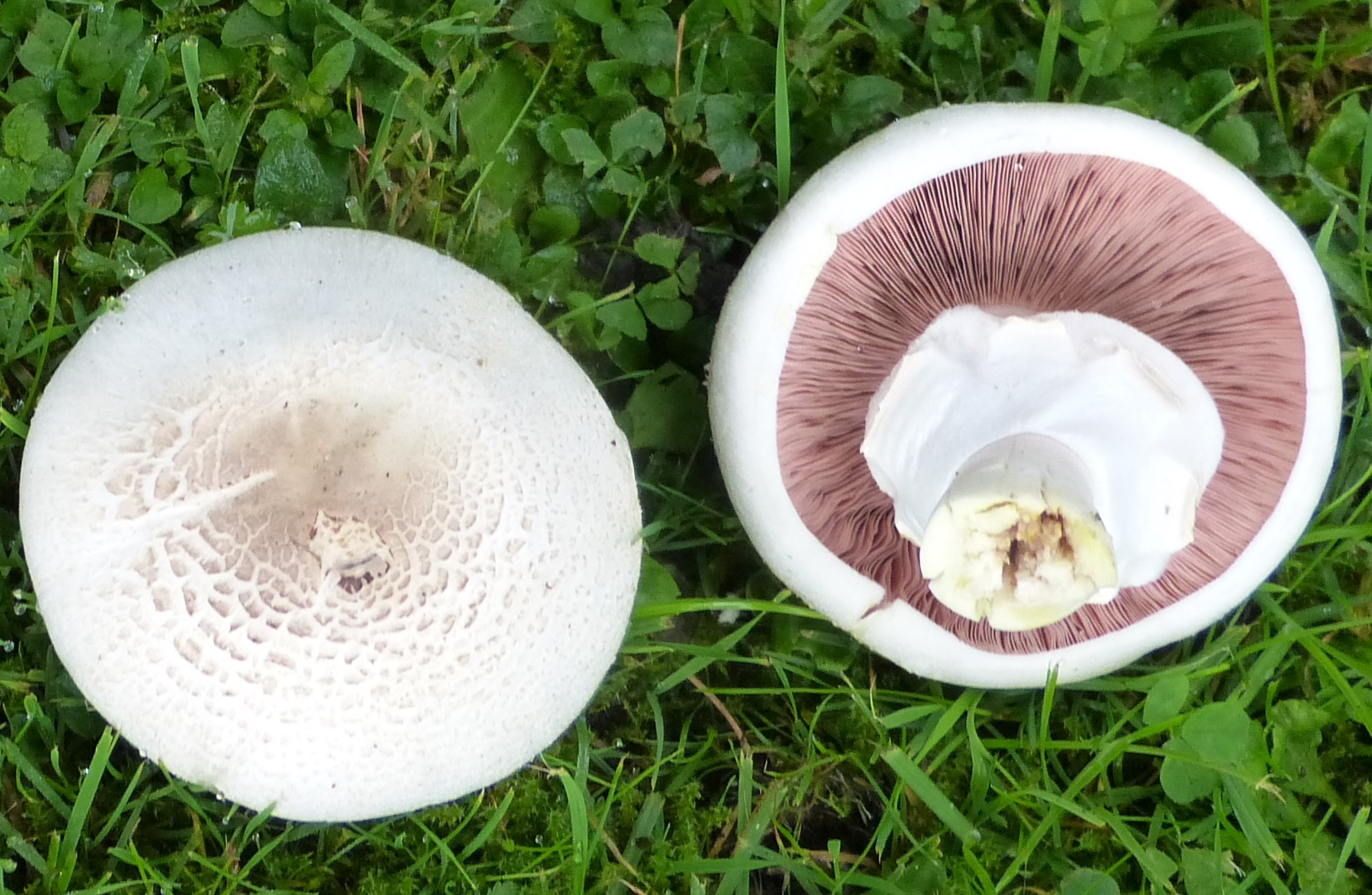
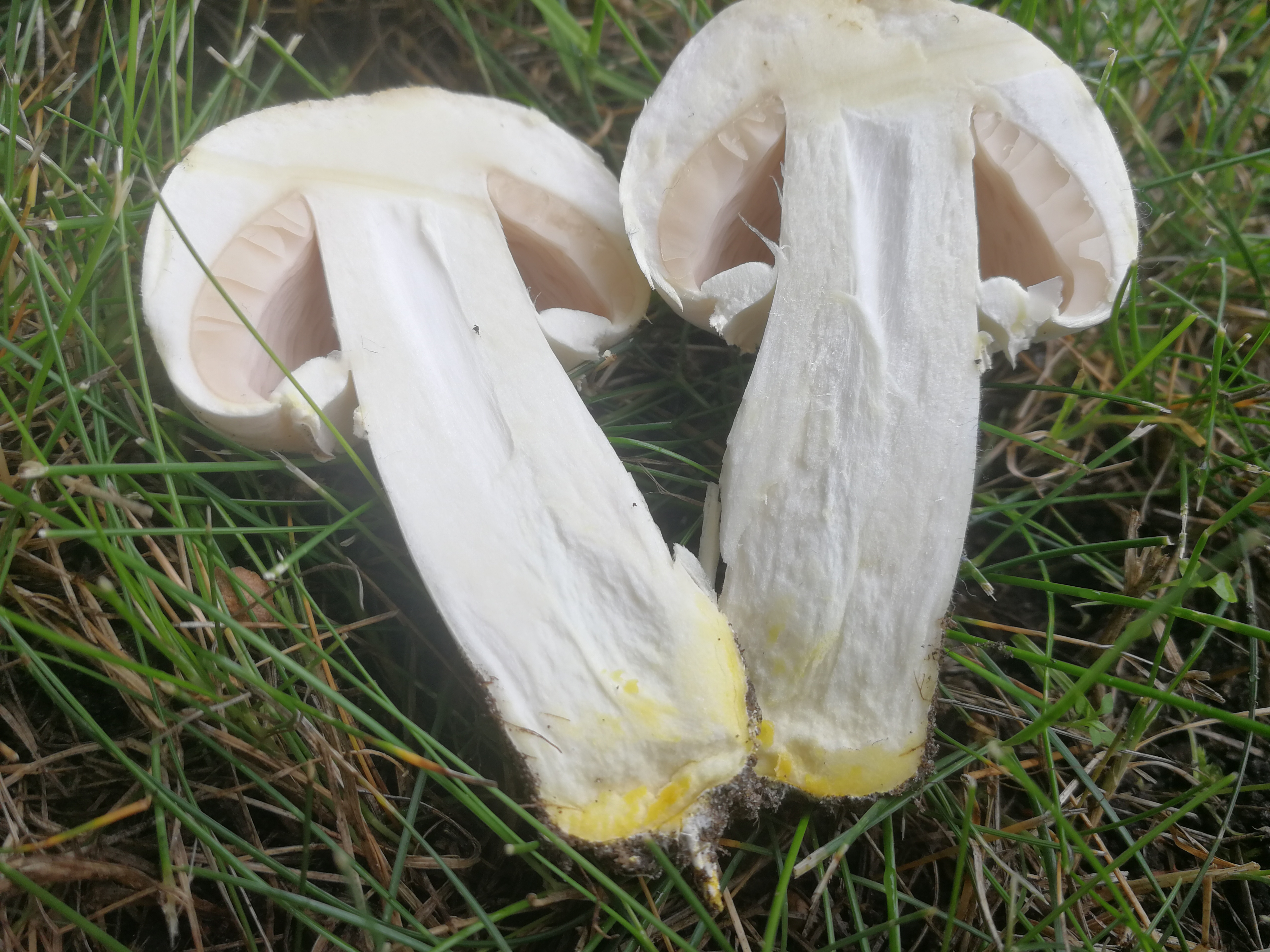
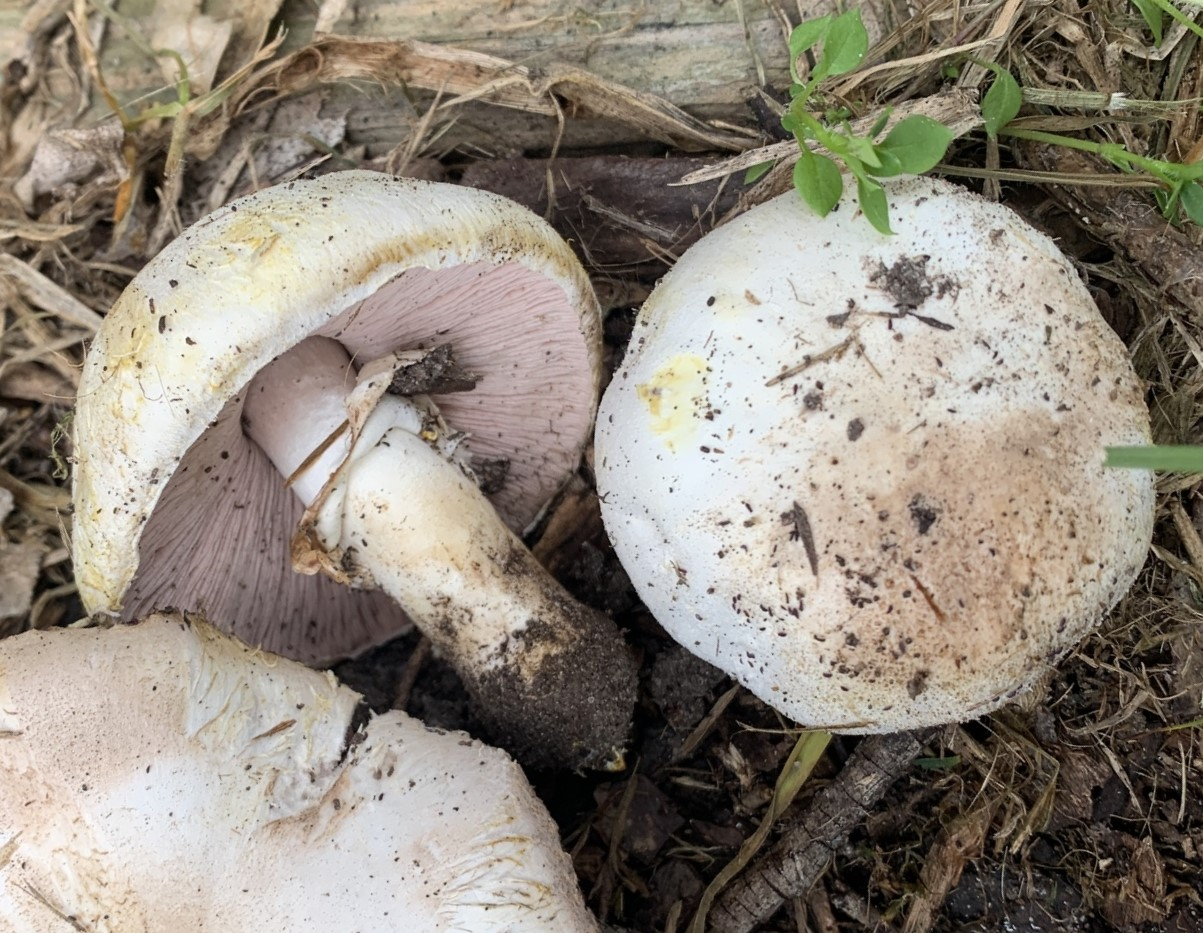
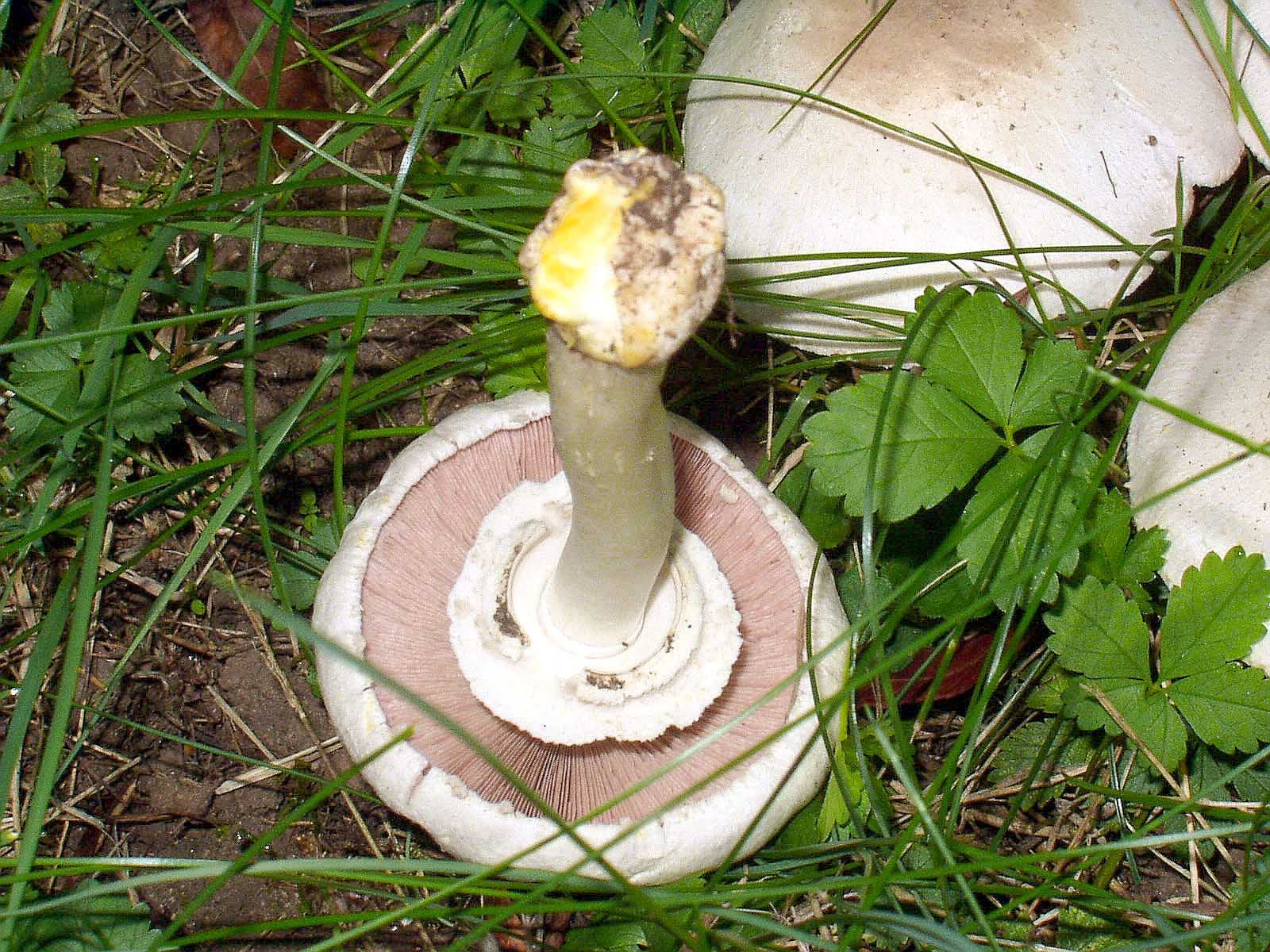
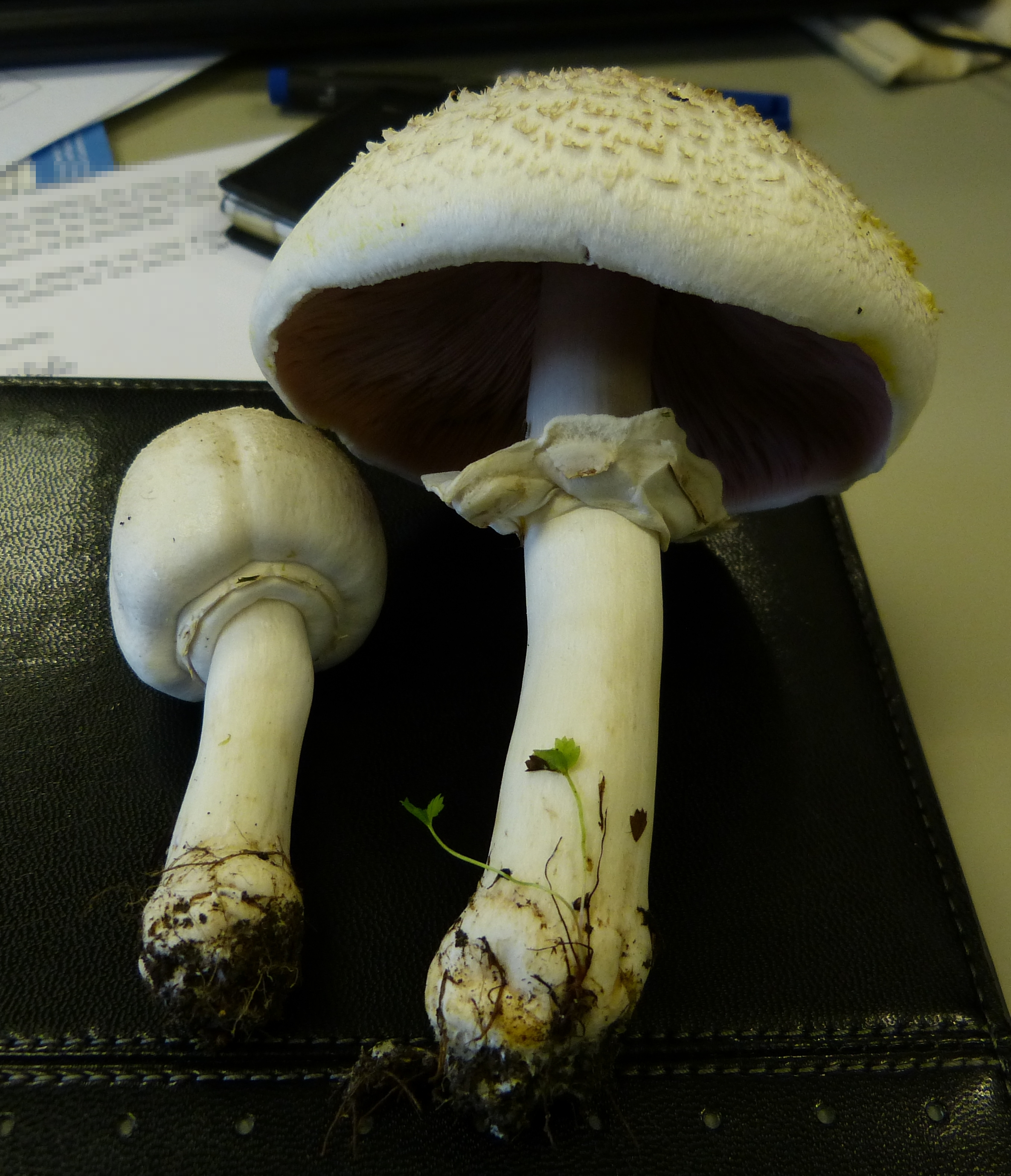
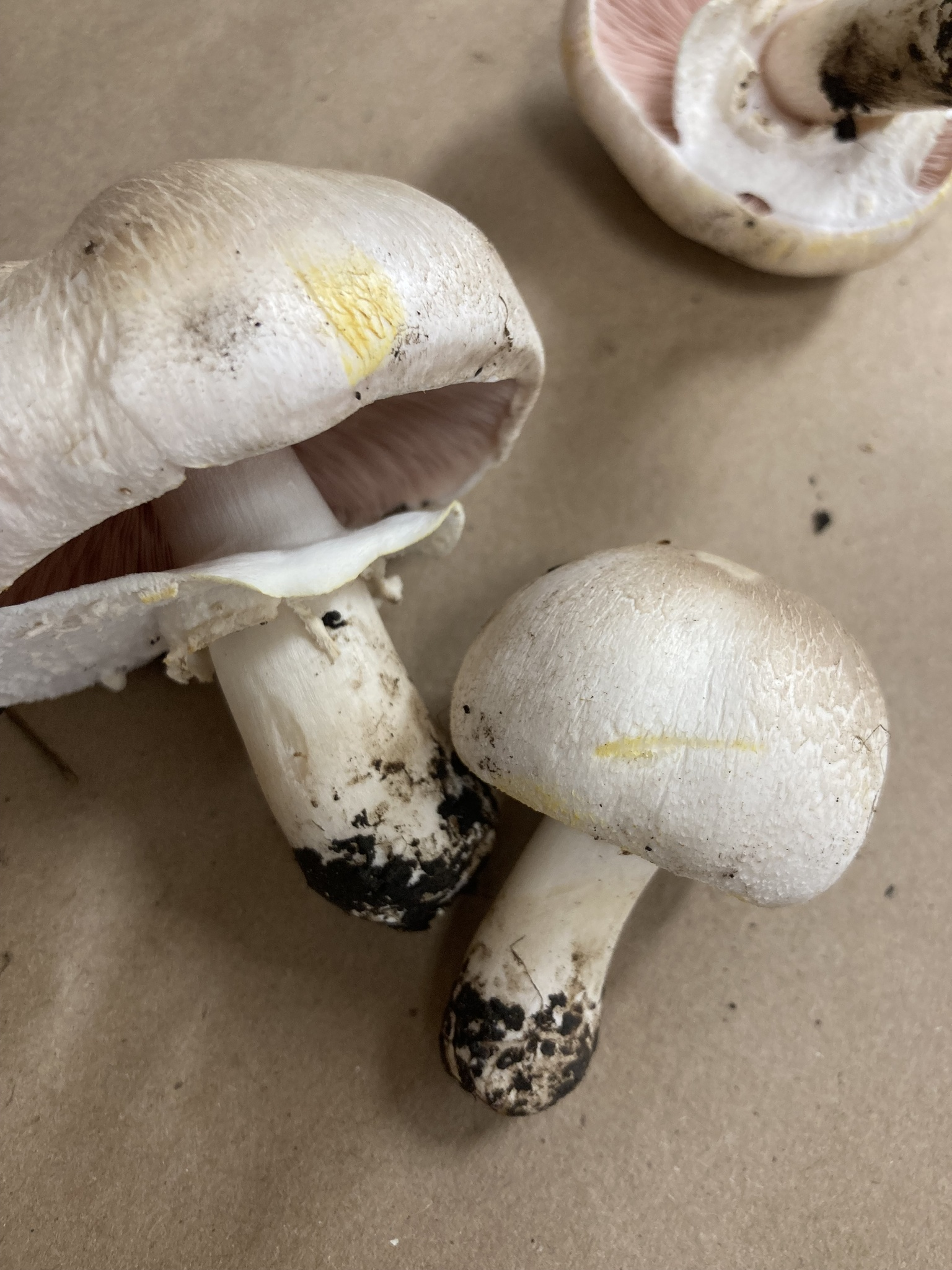
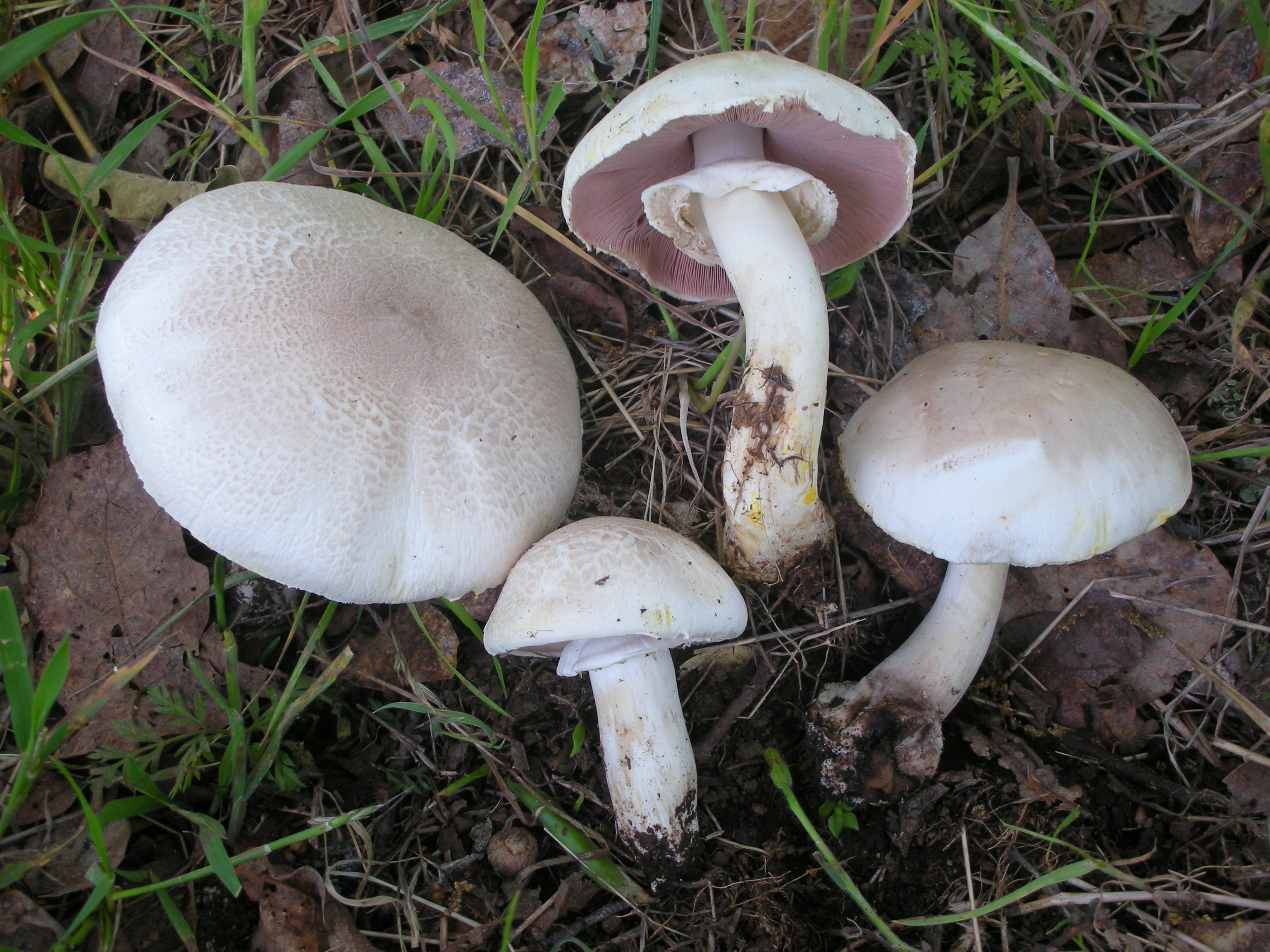
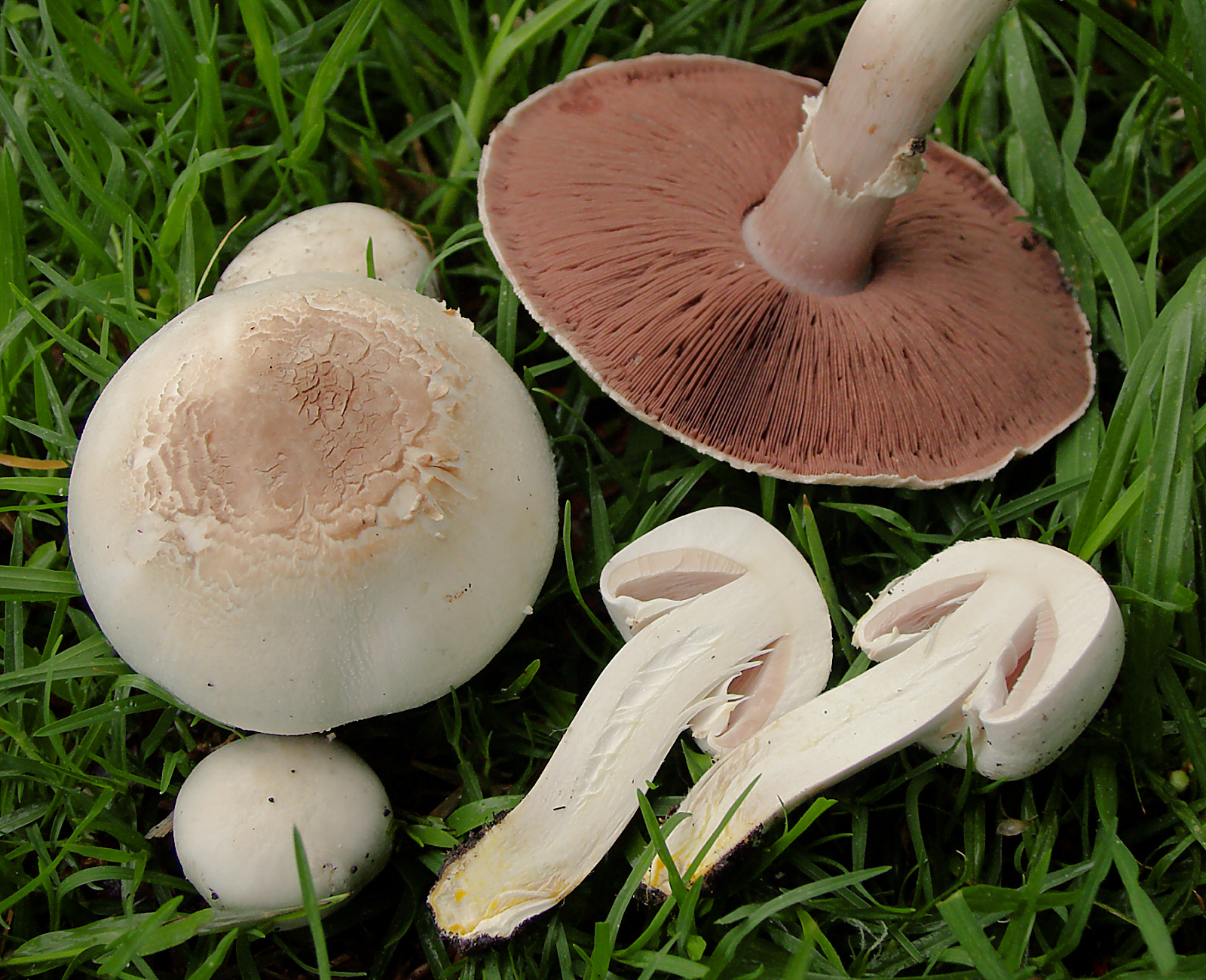
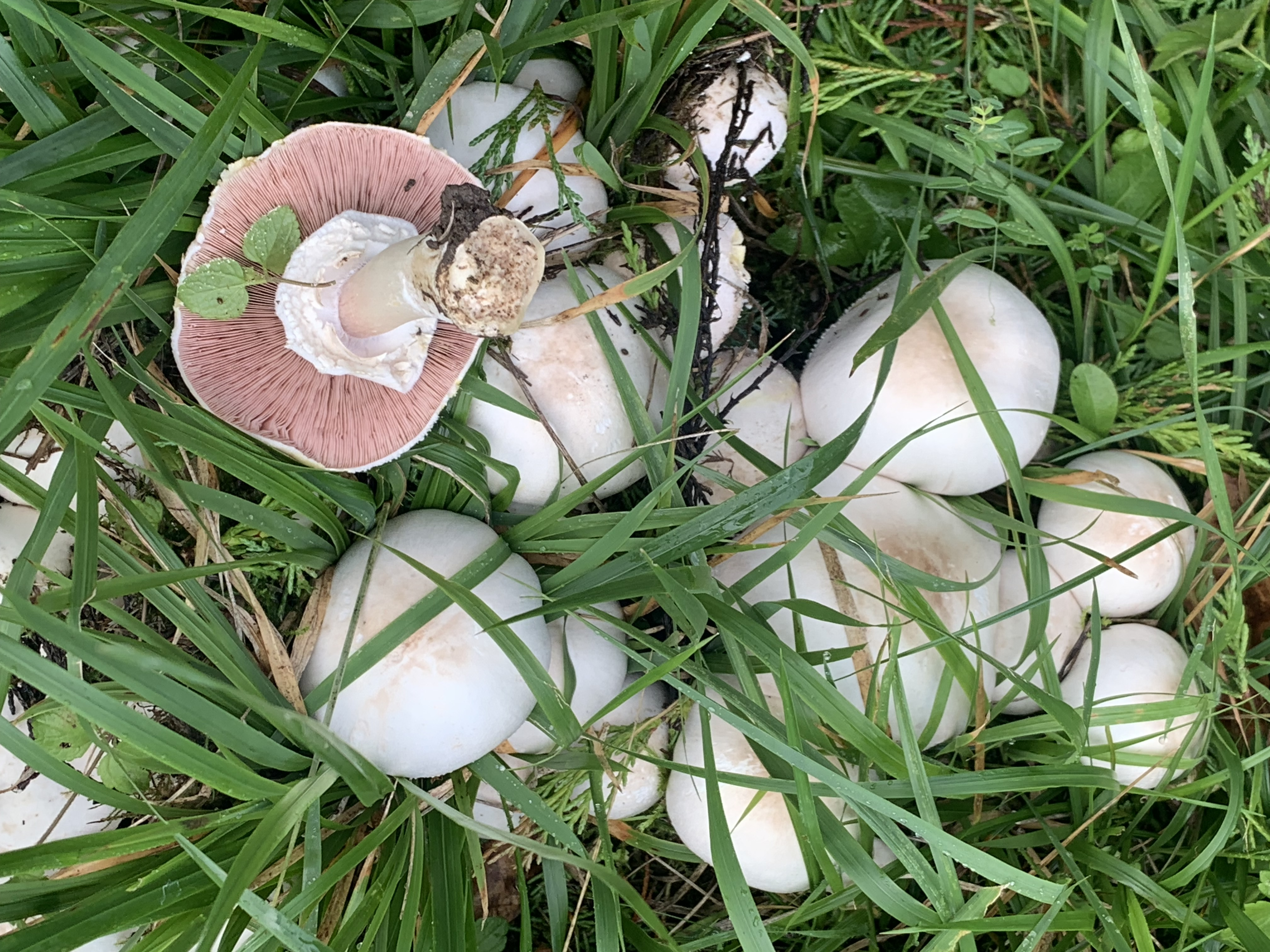
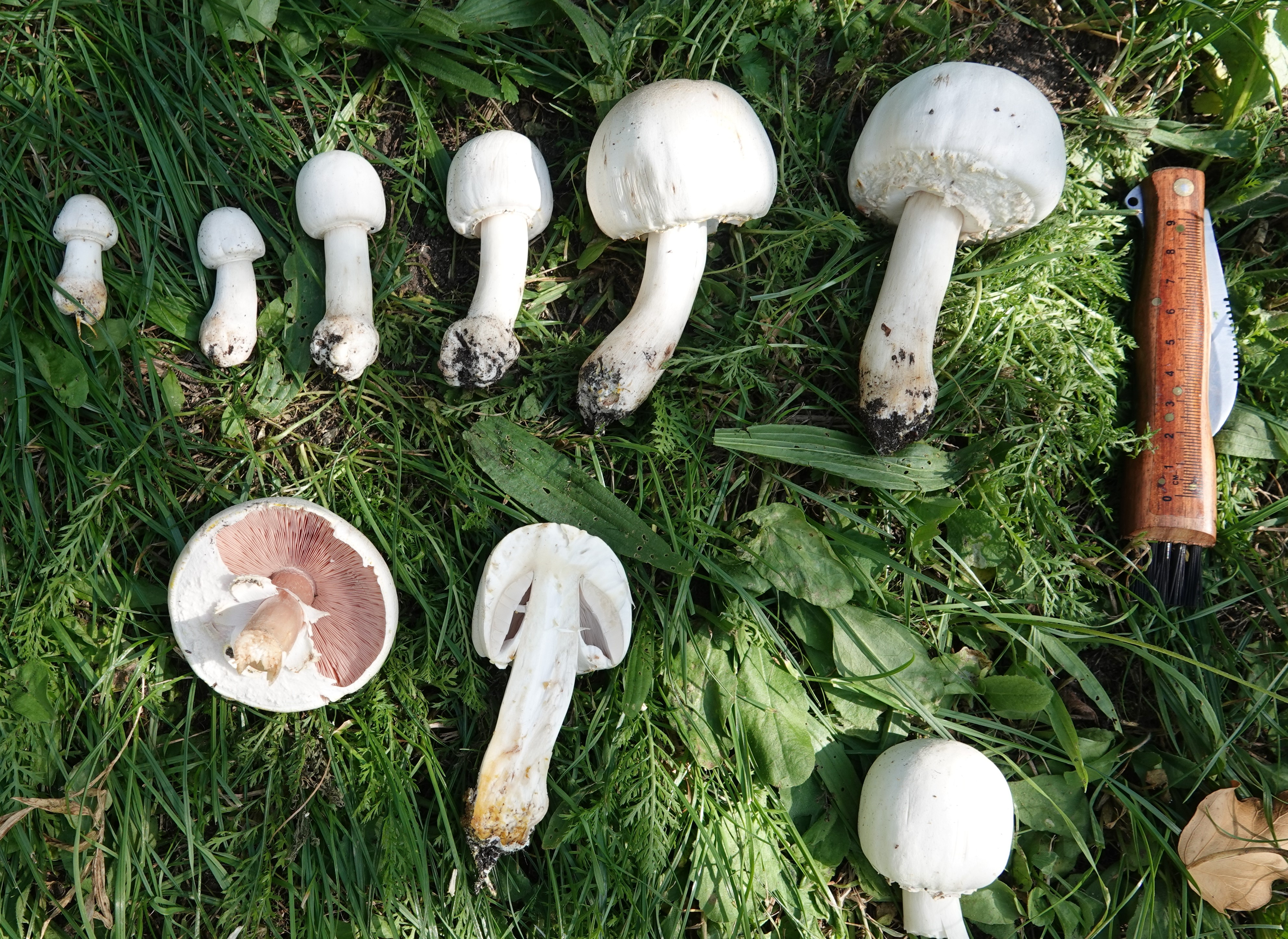
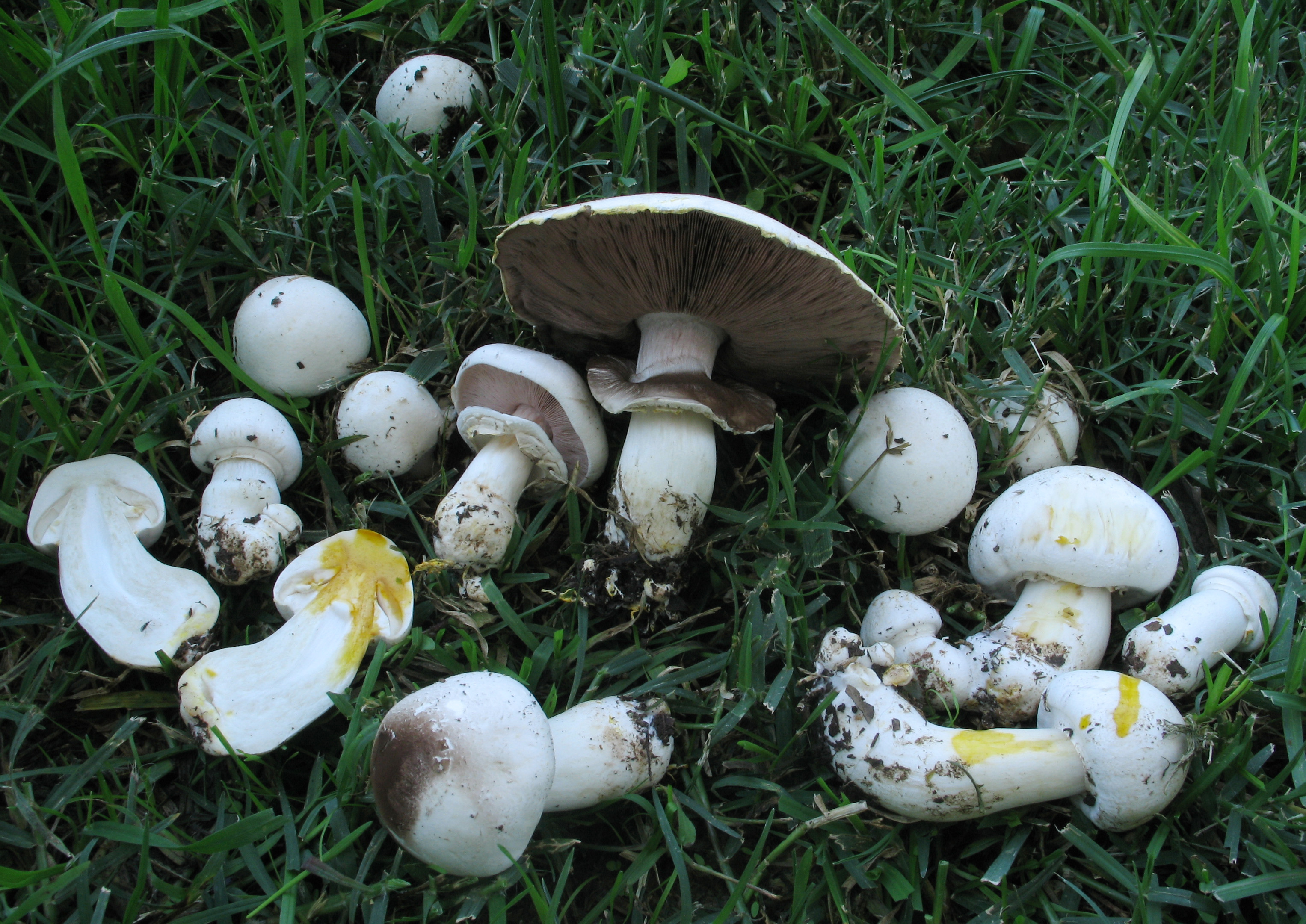
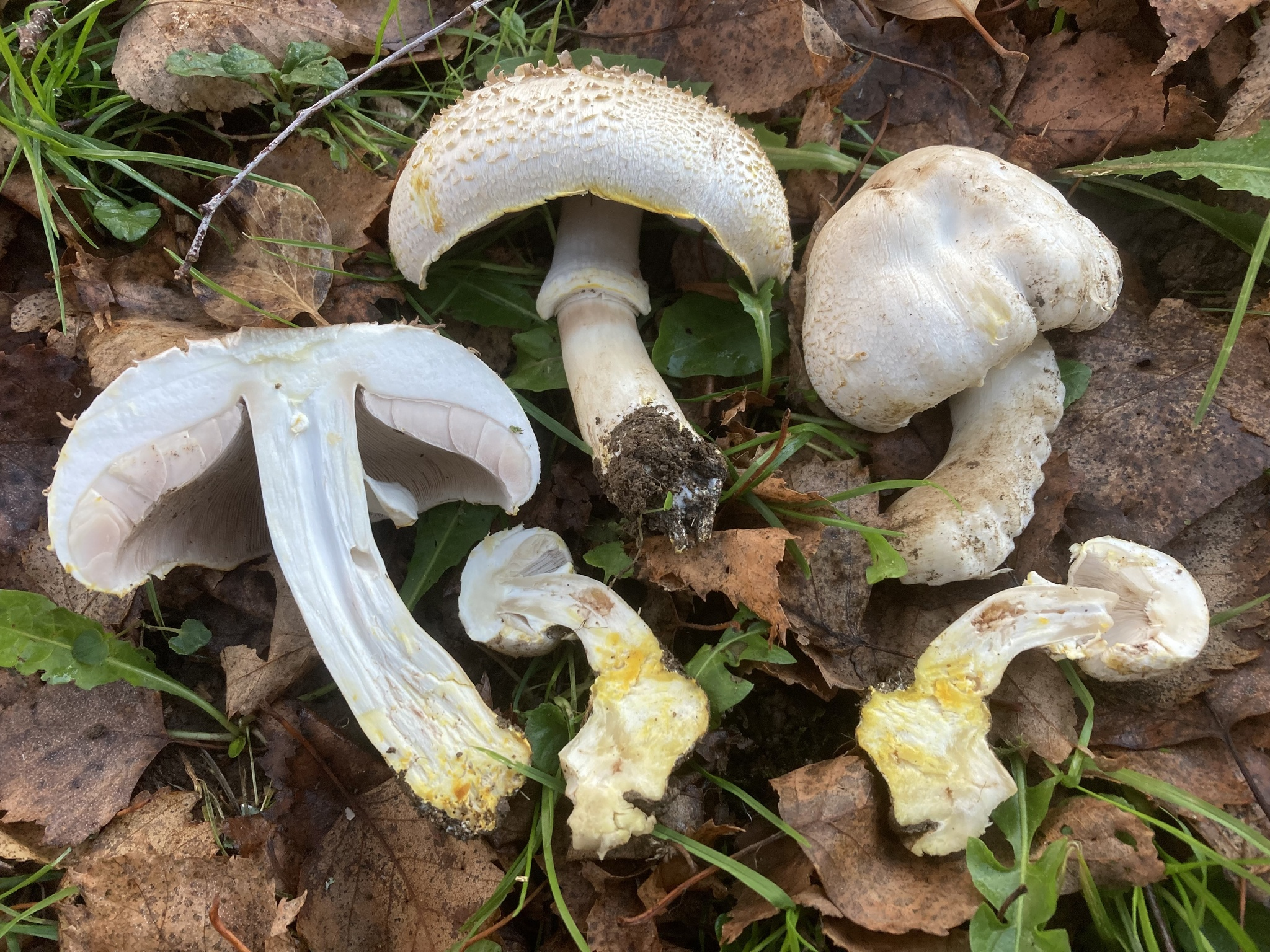

## Variétés et formes
- Agaricus xanthodermus var. griseus a le chapeau de couleur grise.
- Agaricus xanthodermus var. lepiotoides, dont le chapeau squameux est de couleur brun-gris[5].

## Habitat et distribution
L'Agaric jaunissant est assez commun de juillet à novembre, il vient parfois en troupes nombreuses, voire en ronds de sorcières dans les bois clairs et surtout les lisières, les prés, les parcs et les jardins.
Cette espèce se rencontre dans les îles Britanniques, en Europe continentale et en Amérique du Nord.

## Toxicité
Il s'agit d'un champignon non seulement mauvais au goût (et risquant de gâcher tout un plat) mais aussi toxique, provoquant des vomissements ou des troubles gastro-intestinaux. En 2022, l'ANSES a placé cette espèce en tête de liste du nombre d'intoxications par consommation de champignons.

## Confusions possibles
L'Agaric jaunissant ressemble à beaucoup d'Agarics, surtout pour un œil inexpérimenté dans ce genre. Le genre Agaricus est très compliqué, bien plus que ce que la majorité des personnes ne croient, présentant presque une centaine d'espèces en France, beaucoup se ressemblant énormément.

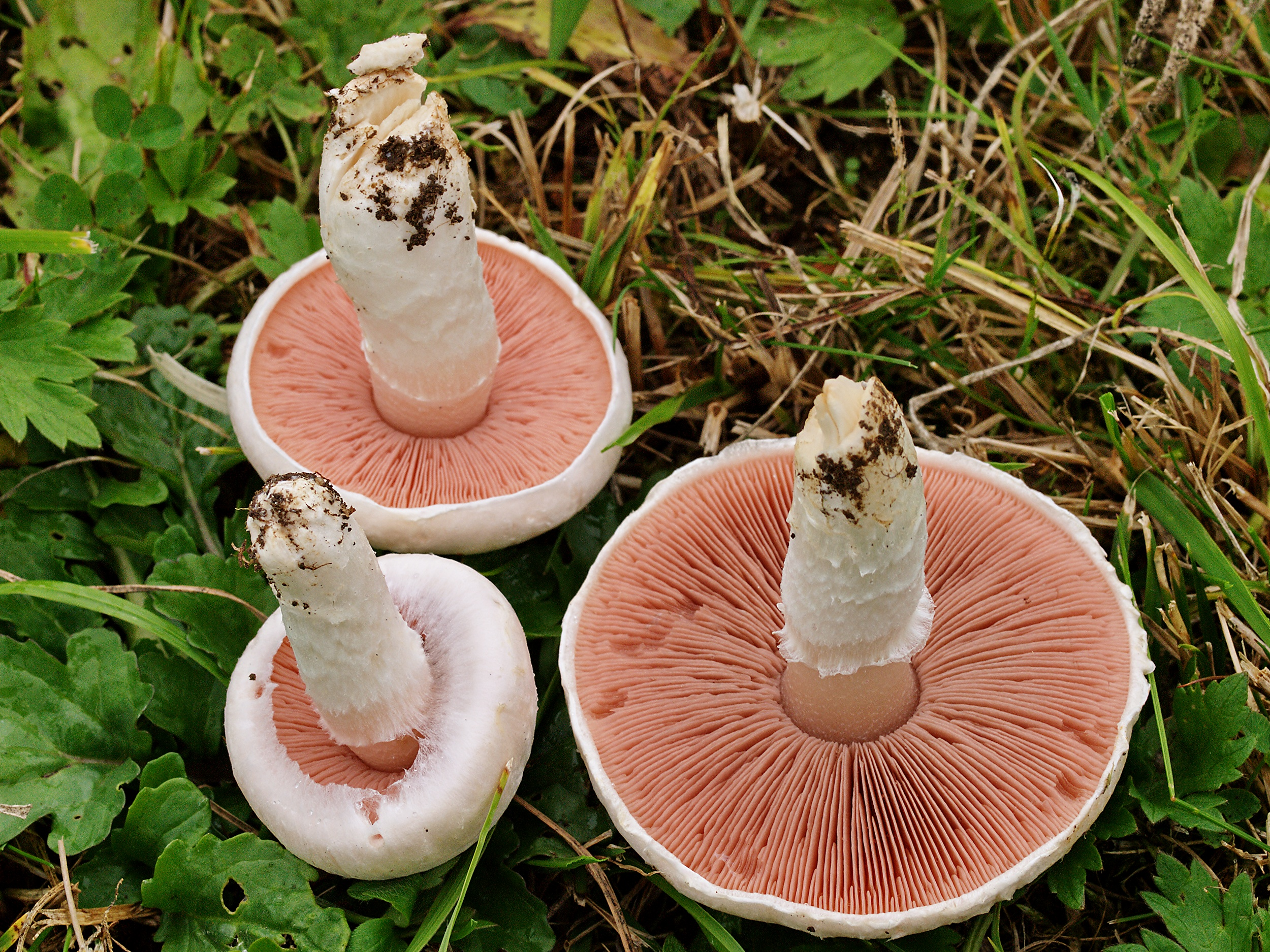
Le Rosé des prés (Agaricus campestris) à l'anneau discret et au pied en fuseau.

- Le Rosé des prés (Agaricus campestris) à l'anneau discret et au pied en fuseau.Le Rosé des près (Agaricus campestris), comestible, est l'espèce la plus confondue avec l'Agaric jaunissant, qui partage son habitat. C'est la confusion entrainant le plus grand nombre d'intoxications chaque année pour cause d'une mauvaise idée préconçue quant à la facilité d'identification du Rosé des prés. Le jaunissement n'est pas le seul critère à prendre en compte pour les différencier, car celui-ci peut parfois être diminué ou même absent selon les conditions pour l'Agaric jaunissant, il en va de même pour l'odeur. Un autre critère important est l'anneau étendu pour l'Agaric jaunissant alors que le Rosé des prés a un anneau très peu étendu, fugace, presque absent. Il est aussi très important de noter la forme du bout du pied (d'où l'importance de récolter un spécimen en entier pour l'identifier), le pied de l'Agaric jaunissant finit en bulbe, alors que celui du Rosé finit obligatoirement en forme de fuseau. On peut aussi noter un pied généralement plus long, haut sur pied, et un chapeau tronconique pour l'Agaric jaunissant, notamment visible à l'état jeune lorsque le chapeau est encore fermé, il possède alors une forme cuboïde. Un détail favorisant la confusion entre ces deux espèces est la couleur des lames, certains cueilleurs pensant que seul le Rosé possède des lames roses, alors que l'Agaric jaunissant possède lui aussi des lames de cette couleur.
- Le Faux Agaric des prés (Agaricus pseudopratensis) au chapeau blanc sale méchuleux, à l'anneau pulpeux bistre crénelé, faiblement jaunissant, dans les prairies et les forêts, odeur légerement phénolique, sur sols sablonneux. Toxique.
- Le Petit Agaric jaunissant (Agaricus xanthodermulus) est un sosie plus petit de l'Agaric jaunissant, au chapeau diffracté, gerçuré radialement de brun grisâtre, moins jaunissant. Toxique.
- L'Amanite printanière (Amanita verna) pourrait ressembler à de jeunes Agarics jaunissants de par son chapeau parfois cuboïde à ce stade, cependant ses lames sont blanches et elle possède une volve[7]. C'est une espèce mortelle provoquant le syndrome phalloïdien[8].